# Jon Rønningen
Jon Rønningen (Oslo, 28 novembre 1962) è un ex lottatore norvegese, specializzato nella lotta greco-romana.
Ha partecipato a quattro edizioni dei Giochi olimpici estivi (Los Angeles 1984, Seul 1988, Barcellona 1992 e Atlanta 1996) conquistando complessivamente due medaglie d'oro.

## Palmarès
Olimpiadi
- 2 medaglie:
  - 2 ori (pesi mosca a Seul 1988, pesi mosca a Barcellona 1992)

Mondiali
- 3 medaglie:
  - 1 oro (pesi mosca a Kolbotn 1985)
  - 1 argento (pesi mosca a Budapest 1986)
  - 1 bronzo (pesi mosca a Varna 1991)

Europei
- 3 medaglie:
  - 1 oro (pesi mosca a Poznań 1990)
  - 1 argento (pesi mosca a Il Pireo 1986)
  - 1 bronzo (pesi mosca a Kolbotn 1988)